# Позднякова, Альбина Васильевна
Альбина Васильевна Позднякова (1925 — 1982) — разработчик тепловыделяющих элементов (твэлов), лауреат Ленинской премии (1964) и Государственной премии СССР (1970).
Окончила Московский институт цветных металлов и золота (1949).
С 1950 года работала во ВНИИНМ им. А. А. Бочвара.
В 1960-е годы — руководитель группы, которая спроектировала виброуплотнённые пароперегревательные тепловыделяющие элементы (твэлы) дисперсионного типа диаметром 20 мм и длиной 6 000 мм. Их выпуск был освоен на Электростальском заводе.
В 1968 году по её предложению диаметр твэлов дисперсионного типа был увеличен до 23 мм, что упростило производство и значительно снизило количество брака, первоначально доходившего до 50 процентов.
Кандидат технических наук (1969).
Член КПСС, делегат XXIV съезда.
Ленинская премия 1964 года (в составе коллектива).
Государственная премия СССР 1970 года (в составе коллектива) — за создание Белоярской АЭС имени И. В. Курчатова.
Сочинения:
- Самойлов А. Г., Позднякова А. В., Волков В. С. Пароперегревательные твэлы реакторов Белоярской АЭС им . И. В. Курчатова, Атомная энергия, 1976, т. 40, No 5, 371—377.